# Monte Fraiteve
Il monte Fraiteve (2.702 m s.l.m.) è un monte delle Alpi Cozie.

## Descrizione

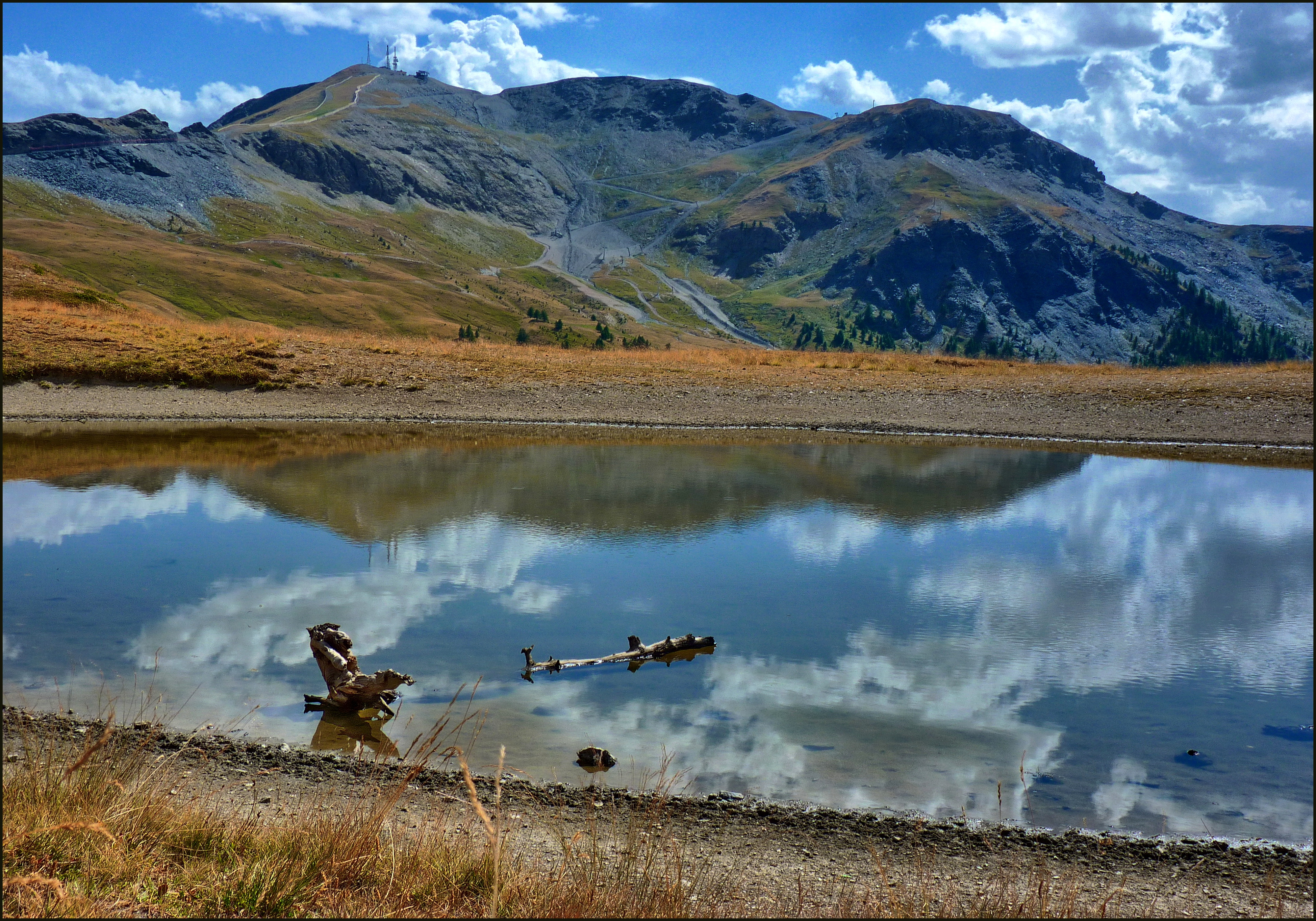
La montagna a fine estate

La montagna si trova al confine tra i comuni di Sestriere e Cesana Torinese tra la val di Susa e la val Chisone.
Il monte Fraiteve è punto nodale degli impianti di risalita del comprensorio sciistico della Via Lattea ed è raggiungibile con una telecabina da Sestriere, da una coppia di skilift da San Sicario e da una seggiovia a 2 posti da Sauze d'Oulx.
Nei pressi del monte passa la strada dell'Assietta che collega Sestriere con il Pian dell'Alpe fino al Colle delle Finestre.